# 内高
内高（うちだか）は、江戸時代の大名や旗本の所領内において、領民に年貢を課す際の算定基準として用いられた石高のことである。将軍に認められた額面上の石高である表高に対する語で、実高（じつだか）ともいう。

## 概要
表高は江戸幕府公認の検地によって算定された石高だが、実際の藩内では17世紀に進んだ新田開発や、農業技術（農機具・肥料等）の革新による生産力の増大に基づいた藩内検地、専売制による特産品の税高改定などによって、多くの藩では内高は表高を上回って増大していた。
一般に、江戸時代を通じて転封が少なく、所領も分散していない外様の大藩は、表高が太閤検地や江戸時代初期の検地で打ち出した表高そのままで大きな新田開発を行っている場合が多く、もともと後進地域だった奥羽などでは仙台藩62万石の内高約100万石のように表高と内高に大きな差がある。
実際には幕府も内高を調査し、ある程度把握していたが（例えば日本の総石高を3056万石と算出した『天保郷帳』の作成においては、各藩に内高を申請するよう命じている）、軍役などの大名・旗本の義務的支出に関わる家格や軍役の算出に用いられる基準はあくまで表高とした。これは表高が大名家の家格の基準とされていたため、内高に合わせて表高を修正してしまうと、家格の引き上げのために内高の水増し申告を行うなどのトラブルの原因になる恐れがあったためである。このため、内高が表高を上回れば上回るほど、その大名・旗本は実収に対して軍役による出費が少なくて済み、経済的に豊かであるということができる。
しかし、藩内の検地による打ち出しで内高が増加することは、これまで生産力に対して余裕をもって徴収されていた年貢が、生産力相応の高い額に引き上げられることを意味したので、領民にとっては一種の負担増でもあった。特に大減封を経験した外様藩は、収入を増やして家臣団を維持するために内高を厳しく打ち出していた、つまり、農地の等級をなるべく高いものに認定していたと言われる。
例えば毛利氏の長州藩は36万石に対して内高約75万石であったが、これは藩が表高以上に収入があった訳ではない。実際の生産力以上の農地として検地帳上に登録され、それを基礎に年貢高を計算したため、実態としてはこの内高は過酷な徴税を表すものである。減封直後の慶長12年-15年（1607-1610年）の検地において、過酷な徴税に対する一揆が発生している。
また島津氏の薩摩藩では、およそ田畑にすることは困難であると考えられる土地まで検地帳に載せて徴税を行った。
江戸時代には、外様の大藩を除き大名の領地替えがしばしば行われたが、表高は同じとされる一方で、内高で2倍の栄転もあれば、半減の左遷もあった（例、磐城平藩から日向延岡藩に左遷された内藤氏）。また将軍などの贔屓による栄転・加増の場合は、意図的に表高を抑えて、公称した例もあった（例、越後与板藩から信濃小諸藩に栄転した牧野氏）。
このように、諸藩の財政は表高では推し量ることは不可能であり、内高が重要な要素を持つ。良港の有無・鉱山の有無・江戸までの参勤交代の距離、商業の発達に伴う税の徴収などを総合的に判断しないと、諸藩の実際の実力は、把握できないと云える。